# Sextus Erucius Clarus
Sextus Erucius Clarus († Ende Februar oder Anfang März 146) war ein römischer Politiker und Senator zu den Zeiten Hadrians und des Antoninus Pius.
Clarus war Neffe des Gaius Septicius Clarus, Prätorianerpräfekt 117/119. Er wurde vom jüngeren Plinius gefördert und erhielt auf dessen Fürsprache um 99 die Quästur, später Volkstribunat und Prätur. Am Partherkrieg Trajans nahm er als prätorischer Legat teil und eroberte im Jahr 116 Seleukeia-Ktesiphon.
Clarus war zweimal Konsul; sein erstes Konsulat ist nicht genau datierbar, wohl nach dem Partherkrieg im Jahr 117. Er starb während seines zweiten Konsulats, das er als Stadtpräfekt erhielt, Ende Februar oder Anfang März 146. Sein Sohn war wahrscheinlich Gaius Erucius Clarus, Konsul im Jahr 170.